# Oceanwide Holdings
A Oceanwide Holdings Co., Ltd. é um conglomerado chinês de capital aberto. Era uma subsidiária da Tohigh Holding, por intermédio das empresas holding intermediárias Oceanwide Group e China Oceanwide Holdings Group.
A Oceanwide Holdings é um constituinte do índice blue chips da Bolsa de Valores de Shenzhen: SZSE 100 Index.
A empresa também foi incluída no índice CSI 300 de junho de 2015 a novembro de 2016. No entanto, a empresa era frequentemente removida e reinserida no índice devido ao baixo volume de negociação. A empresa também estava na "lista de reserva", uma lista de candidatos ao índice CSI 100 em 2008.
A empresa foi incluída no Xangai-Hong Kong Stock Connect e Shenzhen-Hong Kong Stock Connect. Sua subsidiária com sede em Hong Kong, China Oceanwide Holdings, também estava na lista até março de 2017.

## História
O antecessor da empresa de capital aberto (chinês simplificado: 深圳南油物业发展, lit. ‘Shenzhen Nanyou Property Development’), foi incorporada em 9 de maio de 1989 pela Shenzhen Nanyou Holdings. Tornou-se uma empresa de capital aberto em 3 de maio de 1994.
Em 1998, o Oceanwide Group adquiriu o controle acionário da empresa pública, tornando a empresa um SPV para backdoor listando seus ativos. A empresa tornou-se o Guangcai Construction Group (chinês simplificado: 光彩建设集团) até 2005. Em 10 de dezembro de 2005, a empresa pública foi renomeada para Oceanwide Construction Group (chinês simplificado: 泛海建设集团).
Em 31 de dezembro de 2005, o Oceanwide Group, via três subsidiárias, possuía 48,17% das ações do Oceanwide Construction Group. Foram aumentadas para 70.42% em 2006 e 80.36% em 2008, devido à aquisição de ativos da controladora no negócio de todas as ações. Foi diluído para 76,429% em dezembro de 2011. Em outubro de 2011, a empresa finalmente mudou seu endereço registrado de Shenzhen para Pequim.

### Diversificação e investimentos estrangeiros
Em 2013, a empresa pública com sede em Pequim iniciou sua diversificação, que viu a empresa entrar nos Estados Unidos e na Indonésia, além de entrar no setor de serviços financeiros. Adquiriu o controle acionário das empresas de serviços financeiros Minsheng Securities em 2014, China Minsheng Trust em 2016, bem como 71,36% de ações de empresas públicas com sede em Hong Kong, Hutchison Harbour Ring, em 2014 (foi renomeado para China Oceanwide Holdings Limited) e Quam Financial Service Group em 2017. No entanto, a aquisição do CASH Financial Services Group, via Oceanwide Holdings International Finance, falhou em 2015. O Oceanwide Real Estate Group foi também renomeado para Oceanwide Holdings, bem como a criação de uma empresa com sede em Hong Kong, China Oceanwide Group Limited (chinês tradicional: 中泛集團), para aquisição estrangeira.

#### China Oceanwide Group
A China Oceanwide Group Limited foi constituída em 30 de agosto de 2013 e tornou-se a principal controladora dos ativos da Oceanwide Holdings fora da China continental.
A aquisição da Hutchison Harbor Ring pela China Oceanwide Group foi uma aquisição de alavancagem. Devido ao controle cambial, a Oceanwide Holdings havia garantido à sua subsidiária Oceanwide Holdings International, a SPV a aquisição do anel Hutchison Harbor de não mais de HK$ 4 bilhões. (Eventualmente, HK$ 3.3 bilhões foram emprestados por uma empresa de serviços financeiros em Hong Kong, que o nome não foi divulgado) O preço final da compra foi de aprox. HK$ 3.823 bilhões, ou cerca de HK$ 0,60 por ação. Em outubro, a Oceanwide Holdings International tomou emprestado mais US$ 140 milhões da CTI Capital Management para apoiar o projeto de São Francisco (mencionado abaixo) e 1.650.608.520 ações em número da empresa pública de Hong Kong, China Oceanwide Holdings. O empréstimo seria usado como empréstimo entre empresas. No entanto, em outubro de 2015, a obrigação de reformar os HK$ 1,35 residuais, um empréstimo de bilhões de dólares usado na compra da China Oceanwide Holdings foi transferido da Oceanwide Holdings International para a Oceanwide Holdings International Investment, a entidade do projeto de São Francisco, cancelando as duas transações entre empresas.
A aquisição de 51% do Quam Financial Service Group foi outra aquisição de alavancagem. O preço, HK$ 1,097 bilhões (HK$ 1,38 por ação) pagos pela Oceanwide Holdings International Financial Development, foram de fato emprestados da Haitong International Securities, pela garantia do China Oceanwide Group.
Em 2014, o China Oceanwide Group também adquiriu uma participação minoritária (cerca de 0,23%) na CITIC Limited (via Oceanwide Real Estate International) por US$ 100   milhões (HK$ 13,48 por ação).
A empresa também adquiriu um projeto em Figueroa Central, South Park, Downtown Los Angeles em 2013 (via Tohigh Construction Investment) por não mais de US$ 200 milhões. Em meados de 2014, a Oceanwide Holdings planejava arrecadar US$ 720 milhões para desenvolver o projeto de L.A.. Em 10 de setembro, a emissão de títulos de US$ 320 milhões para uma SPE: Oceanwide Real Estate International Holding foi concluída. Em agosto de 2015, o projeto de Los Angeles foi vendido para a subsidiária de capital aberto de Hong Kong China Oceanwide Holdings Limited, por aproximadamente US$ 190,5 milhões, excluindo os valores de empréstimos para acionistas e dívidas externas.
Em novembro de 2014, a China Oceanwide Group (via Tohigh Property Investment) adquiriu um projeto localizado na esquina da First Street Mission Street, São Francisco por US$ 296 milhões. Novamente, foi uma compra de alavancagem, pois a Oceanwide Holdings International Investment, empresa controladora intermediária do mencionado Tohigh Property Investment, planejava emprestar US$ 160 milhões do Industrial and Commercial Bank of China, que a Oceanwide Holdings havia prometido alguns dos ativos localizados na China Continental para o banco. Em agosto de 2015, US$ 400 milhões em bônus foram emitidos por outro SPV: "Oceanwide Holdings International 2015 Co., Ltd." para o projeto de San Francisco. Em abril de 2016, o China Oceanwide Group tomou emprestado mais HK$ 1,08 bilhão do CITIC Bank International e de outra empresa de serviços financeiros, a Buy prometeu as ações da China Oceanwide Holdings Limited.
As subsidiárias listadas em Hong Kong adquiriram um projeto na cidade de Nova York de terceiros independentes e uma usina em Medan, Indonésia, da empresa-mãe da Oceanwide Holdings, China Oceanwide Holdings Group, em agosto de 2015.
Em novembro de 2015, o China Oceanwide Group adquiriu 80% de outro projeto de usina, localizado em Java, do China Oceanwide Holdings Group por HK$ 1. O projeto ainda estava em fase de licitação, portanto, possuía um baixo valor contábil.
Em dezembro de 2016, a Oceanwide Holdings depositou CN¥1.4 bilhões para a sede do China CITIC Bank Beijing como garantia, ao mesmo tempo em que o China Oceanwide Group emprestou mais US$ 200 milhões do CITIC Bank International, com vencimento em um ano. Em janeiro de 2017, o China Oceanwide Group emprestou US$ 200 milhões da filial do DBS Bank Singapore e HSBC (Hong Kong), que a Oceanwide Holdings também depositou Renminbi equivalente a US$ 211 milhões e US$100 milhões para sua filial em Pequim, como resposta ao controle de capital mais rígido da China.

#### China Oceanwide Holdings Limited Empresas
Desde que foi adquirida pelo China Oceanwide Group no final de 2014, a China Oceanwide Holdings Limited tornou-se um dos braços internacionais da Oceanwide Holdings. Em 2015, a China Oceanwide Holdings Limited (via China Oceanwide International Asset Management) adquiriu 7,90% das ações da Huiyuan Juice e subscreveu a nova ação H da GF Securities. Em junho, a China Oceanwide Holdings Limited também emprestou HK$ 700 milhões para a Able China Investments, uma empresa privada de propriedade de Wong Pui Hoi e foi o segundo maior acionista da Simsen International, por sua vez, 270 milhões de ações da Simsen International foram prometidas. A Simsen International foi adquirida pela China Huarong Asset Management no mesmo ano (comprando todas as novas ações) que a Able China Investments se tornou o terceiro maior acionista (caiu do segundo).
Em 5 de agosto de 2015, via China Oceanwide Real Estate Development III Limited, a China Oceanwide Holdings Limited adquiriu a 80 South Street em Nova York por US$ 390 milhões. Em 20 de agosto, por meio da China Oceanwide Real Estate I Limited, a empresa pública de Hong Kong adquiriu todo o capital social da Oceanwide Real Estate International Investment e suas subsidiárias (o projeto de L.A.) da empresa controladora (a empresa pública chinesa). como um empréstimo de acionista de US$ 24.573.000 à Oceanwide Plaza LLC (a entidade que construiu o projeto), no total de US$ 215,1 milhões. Em um acordo separado, a empresa pública de Hong Kong adquiriu 60% de uma usina indonésia de Medan (conhecida como Mabar Elektrindo) da China Oceanwide Holdings Group, uma empresa privada e controladora da empresa pública de Hong Kong e Pequim por US$ 37.09 milhões.
Desde 2016, a empresa de Hong Kong, que depende fortemente de garantias depositadas por sua controladora na China continental e via China Oceanwide International Capital Investments Management, emprestou US$ 50 milhões da filial do Credit Suisse em Hong Kong. Outra subsidiária, a China Oceanwide International Capital Hong Kong, emprestou US$ 75 milhões do Hang Seng Bank.
Em dezembro de 2016, os títulos da China Oceanwide Holdings começaram a ser negociados na China continental via Shenzhen-Hong Kong Stock Connect.
Em 10 de fevereiro de 2017, a China Oceanwide Holdings foi removida do Hang Seng Composite MidCap Index como componente. Devido à remoção, a China Oceanwide Holdings também foi removida do Shenzhen-Hong Kong Stock Connect e do Shanghai-Hong Kong Stock Connect.

## Lista de propriedades
- Wuhan Center, China
- Oceanwide Center, São Francisco, Estados Unidos
- Oceanwide Plaza, Figueroa Central, South Park, centro de Los Angeles, Estados Unidos (de propriedade da China Oceanwide Holdings)
- Oceanwide Center, 80 South Street, Nova Iorque, Estados Unidos (de propriedade da China Oceanwide Holdings)

## Subsidiárias
- Minsheng Securities (87,645%)
- Wuhan CBD Investment & Development (chinês simplificado: 武汉中央商务区建设投资, 100%)[52]
  - China Minsheng Trust (93,4214%)[53]
  - Wuhan Center (chinês simplificado: 武汉中心大厦开发投资, 100%)
  - Wuhan CBD (Hong Kong) (100%)[52]
    - Investimento em ações internacionais da Oceanwide (100%)[52]

## Investimentos igualitários
- China Minsheng Bank (0,369%)[52]

## Dados financeiros
| Oceanwide Holdings Co., Ltd. (em CN¥) | Oceanwide Holdings Co., Ltd. (em CN¥) | Oceanwide Holdings Co., Ltd. (em CN¥) | Oceanwide Holdings Co., Ltd. (em CN¥) | Oceanwide Holdings Co., Ltd. (em CN¥) | Oceanwide Holdings Co., Ltd. (em CN¥) | China Oceanwide Holdings Ltd. (em HK$) | China Oceanwide Holdings Ltd. (em HK$) | China Oceanwide Holdings Ltd. (em HK$) | China Oceanwide Holdings Ltd. (em HK$) | China Oceanwide Holdings Ltd. (em HK$) | China Oceanwide Holdings Ltd. (em HK$) |
| Ano                                   | Receita                               | Lucro                                 | Total de ativos                       | Ativos líquidos                       | Participação na HK listco             | Receita                                | Lucro                                  | Lucro para o grupo                     | Total de ativos                        | Ativos líquidos                        | Ativos líquidos a serem agrupados      |
| ------------------------------------- | ------------------------------------- | ------------------------------------- | ------------------------------------- | ------------------------------------- | ------------------------------------- | -------------------------------------- | -------------------------------------- | -------------------------------------- | -------------------------------------- | -------------------------------------- | -------------------------------------- |
| 2015                                  |                                       |                                       |                                       |                                       | 61,10%                                | 189,2 milhão                           | 122,5 milhão                           | 74,9 milhão                            | 8,735 bilhão                           | 6.140 bilhão                           | 3,751 bilhão                           |